# Västertorp (tunnelbanestation)
Västertorp är en tunnelbanestation längs Stockholms tunnelbana. Den trafikeras av röda linjen (T-bana 2) och ligger i stadsdelen Västertorp mellan stationerna Hägerstensåsen och Fruängen. Stationen ligger mellan Störtloppsvägen och Västertorpsvägen. Avståndet från station Slussen är 7,4 kilometer. Stationen öppnades den 5 april 1964. Spårvagnar hade då gått sedan 1952 på bansträckan som byggdes förberedd för övergång till tunnelbanetrafik (linje 14 och 17).
Västertorps tunnelbanestation är den näst högst belägna tunnelbanestationen på hela tunnelbanenätet beläget 42,8 meter över havet.  Stationen har en plattform utomhus, med entré antingen från söder, adress Västertorpsvägen 81, eller i norr vid Störtloppsvägen 9. Den konstnärliga utsmyckningen gjordes 1982 av Jörgen Fogelquist och är inspirerad av Andrées luftballongsfärd mot Nordpolen år 1897.

## Galleri

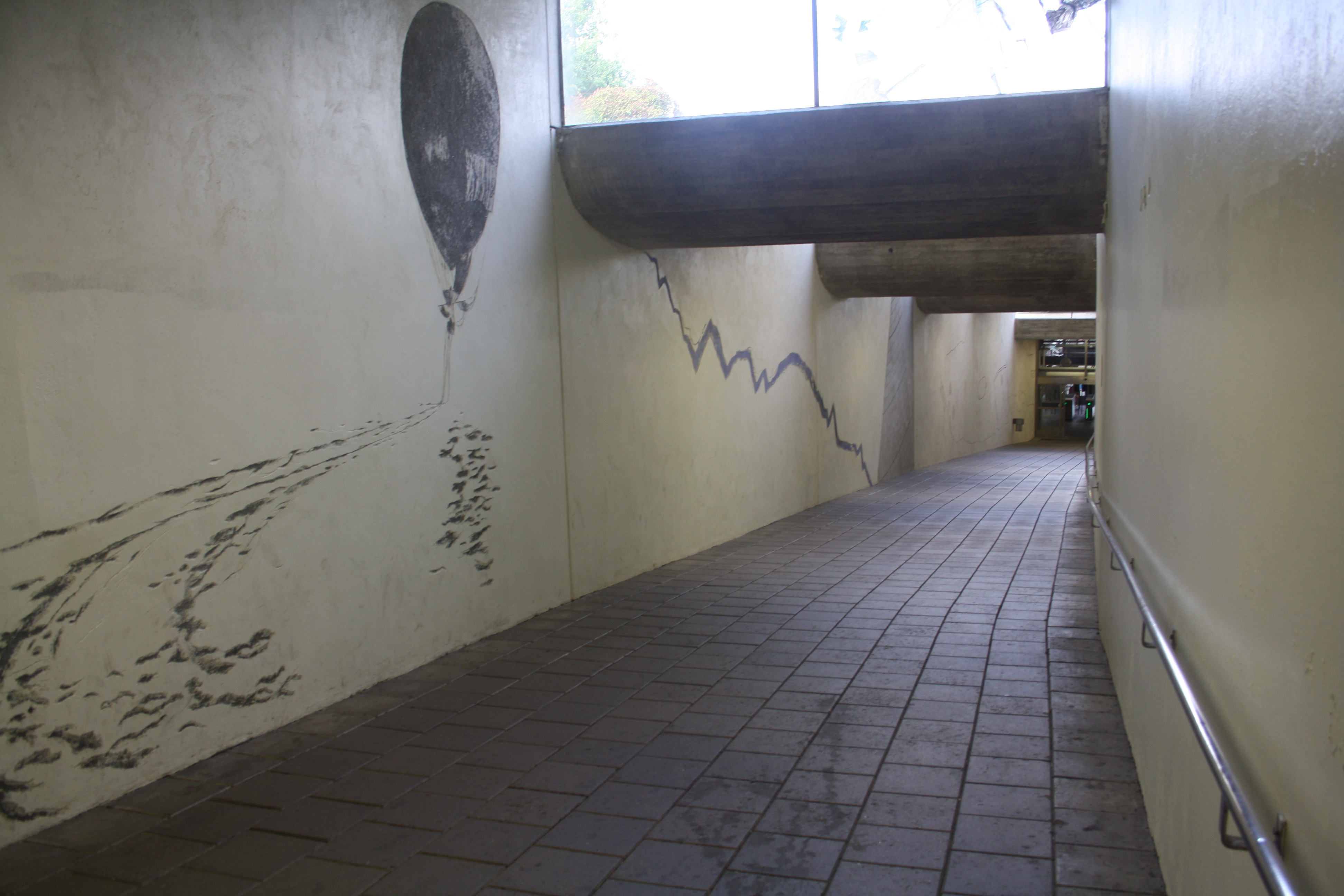
Konstnärliga utsmyckningen
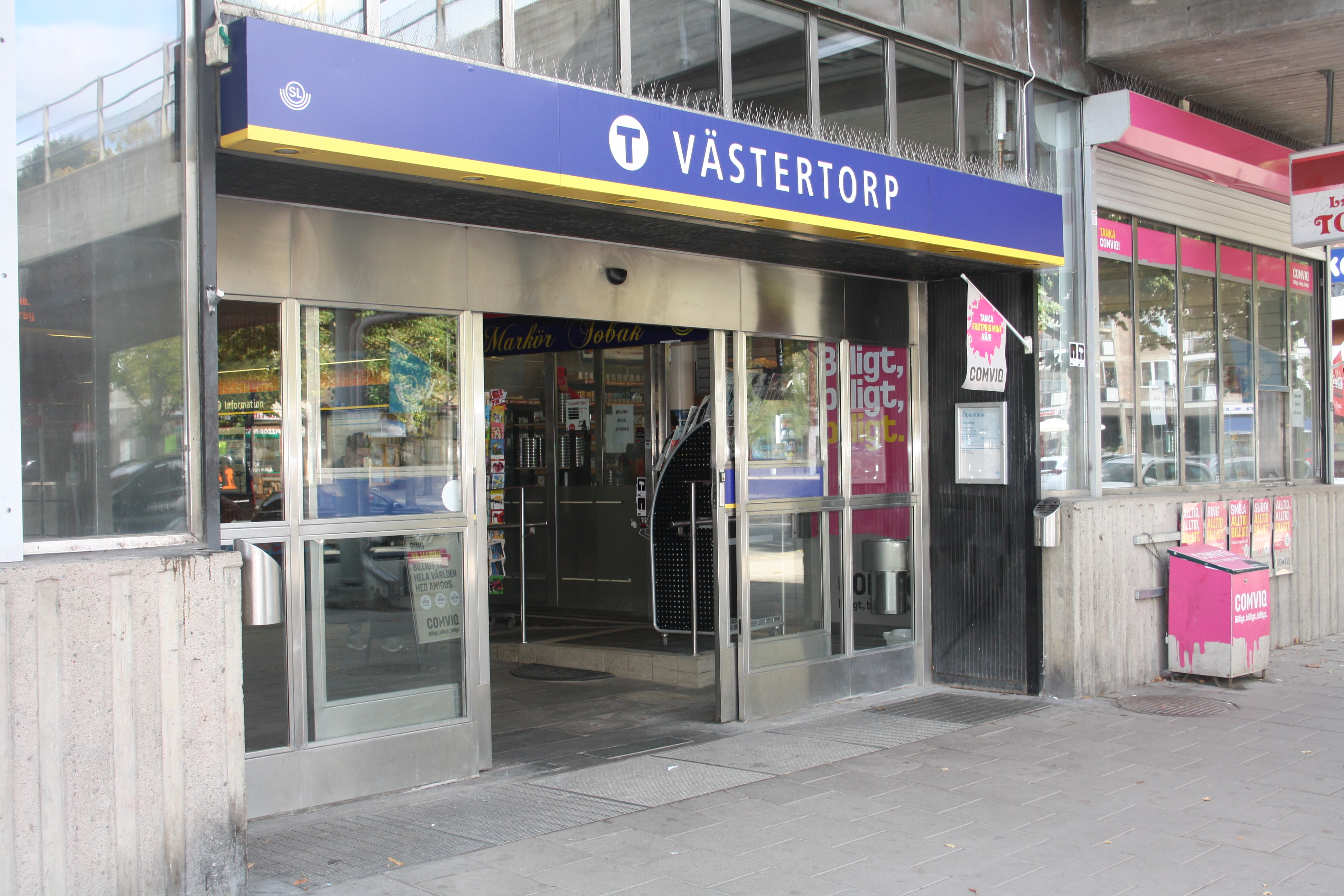
Ingång
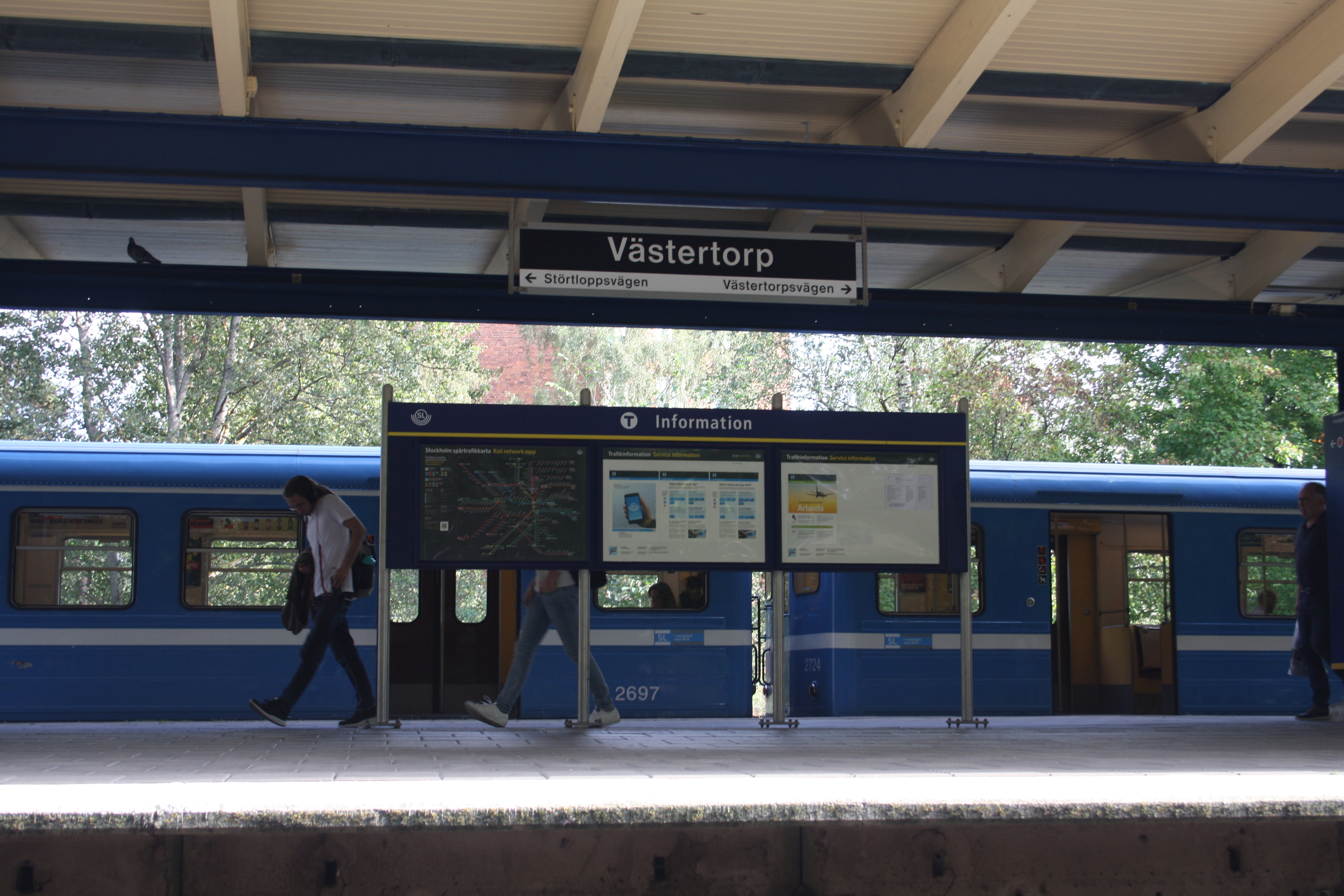
Perrongen
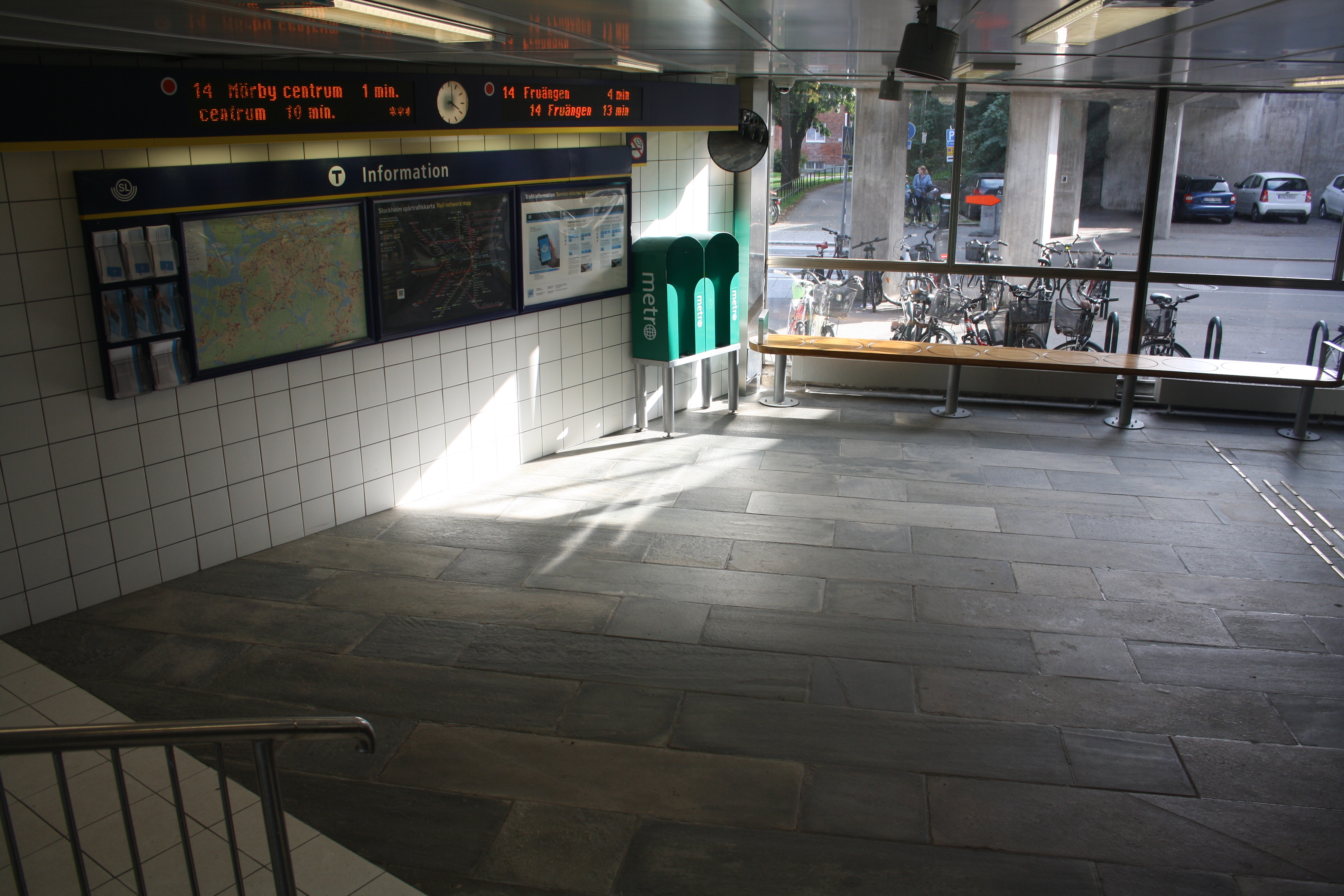
Vänthall